# Лидија Ћирић
Лидија Јелисавчић Ћирић (Београд, 1974) српска је списатељица мултимедијалног усмерења, члан Књижевног друштва Војводине, а такође и члан, од новембра 2017. године, Удружења књижевника Србије.

## Дела
- Реквијем за један дан, роман (2015, 2016)[1]
- Кабаница за сузе, књига песама (2016)
- Права Београђанка, поетски манифест (2015)
- Без Драги моји, збирка прича[2]
- објављивала песме и приче у књижевним часописима

Владимир Б. Поповић је драматизовао причу Предавање на Радио Београду 3.
У Библиотеци „Милутин Бојић” у Београду била је сарадник Карлу Астрахану на трибинама Чајанка у седам код Бојића и др. У књижари „Плато” организовала је књижевне вечери.
Осим писања бави се фризерским послом за децу.